# Nawabganj (dystrykt Barabanki)
Nawabganj – miasto w północnych Indiach w stanie Uttar Pradesh, na Nizinie Hindustańskiej.
Populacja miasta w 2001 roku wynosiła 75 087 mieszkańców.